# Timarete antarcticus
Timarete antarcticus är en ringmaskart som först beskrevs av Monro 1930.  Timarete antarcticus ingår i släktet Timarete och familjen Cirratulidae. Inga underarter finns listade i Catalogue of Life.